# Kristiane Rør Madsen
Kristiane Rør Madsen (* 25. Januar 2002) ist eine dänische Skirennläuferin.

## Karriere
Madsen gab ihr internationales Renndebüt am 29. November 2018 bei einem FIS-Riesenslalom in Geilo. Ihr erstes internationales Großereignis bestritt sie wenige Monate später beim Europäischen Olympischen Winter-Jugendfestival in Sarajevo, wobei sie mit Rang 35 im Riesenslalom ihre bestes Platzierung erreichte.
In den darauffolgenden Jahren startete Madsen hauptsächlich bei FIS-Rennen in Europa. Ausnahmen hierbei bildeten die Olympischen Jugend-Winterspiele 2020 in Lausanne sowie die Alpinen Ski-Juniorenweltmeisterschaften.
2023 nahm Madsen erstmals an Alpinen Skiweltmeisterschaften teil, wobei sie bei den Wettkämpfen in Courchevel bzw. Méribel in Riesenslalom und Slalom ausschied. Mit der Mannschaft belegte sie den 16. Platz, wobei sie ihren Lauf im Achtelfinale gegen die Österreicherin Julia Scheib deutlich verlor.

## Erfolge

### Weltmeisterschaften
- Courchevel/Méribel 2023: 16. Mannschaft, DNF Riesenslalom, DNF Slalom

### Juniorenweltmeisterschaften
- Narvik 2020: 56. Riesenslalom
- Panorama 2022: DNF Riesenslalom, DNF Slalom
- St. Anton 2023: DNF Riesenslalom, DNF Slalom

### Olympische Jugend-Winterspiele
- Lausanne 2020: 22. Slalom, 28. Riesenslalom, DNF Super-G, DNF Alpine Kombination

### Europäisches Olympisches Winter-Jugendfestival
- Sarajevo 2019: 35. Riesenslalom, DNF Slalom

### Weitere Erfolge
- 3 Siege bei FIS-Rennen